# Barreado

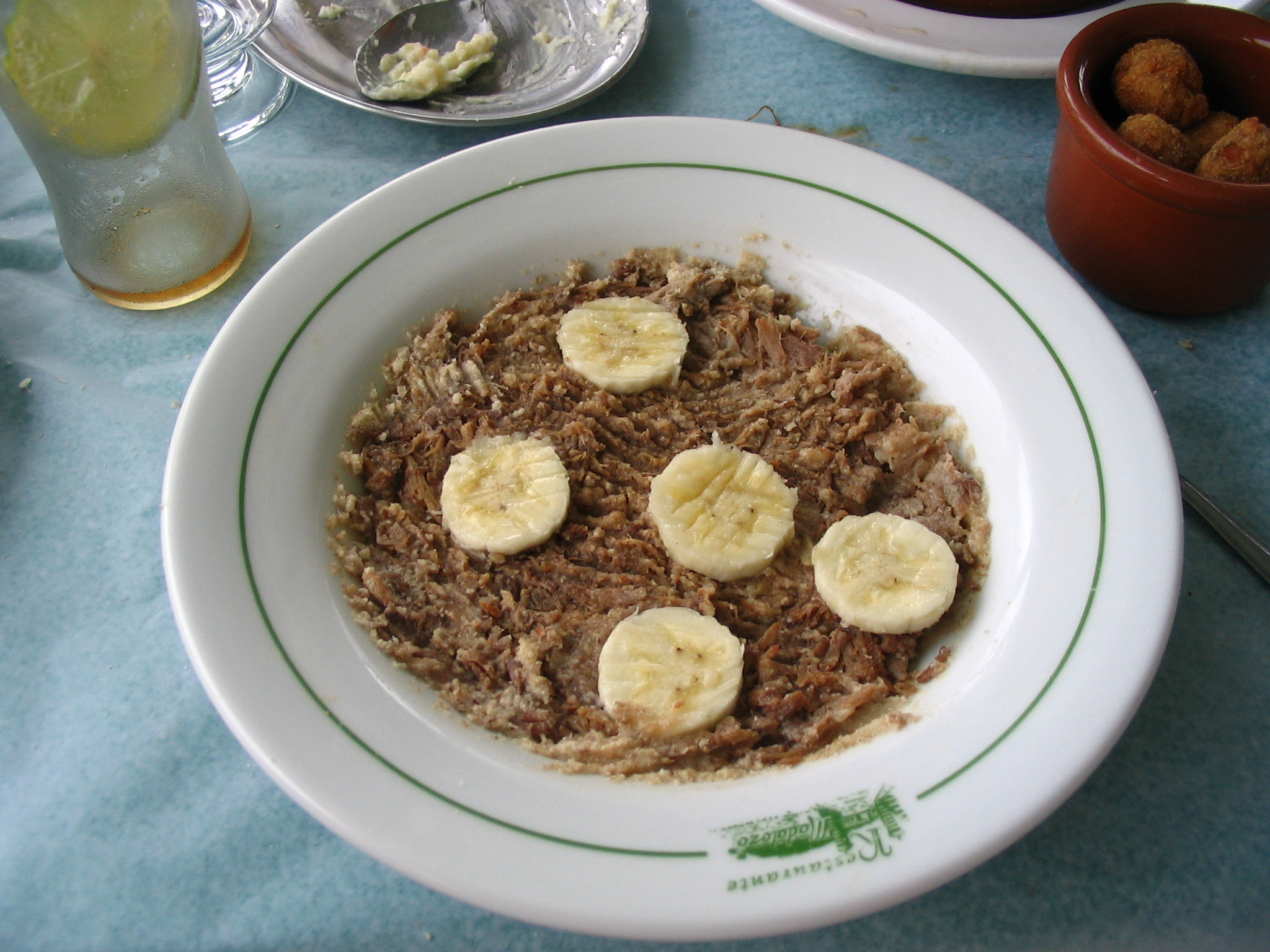
Barreado met banaan uit Morretes

Barreado is een stoofpotgerecht afkomstig uit de kuststreken van de Braziliaanse staat Paraná.
Het gerecht is ontstaan als typisch carnavalseten. Om aan de festiviteiten van carnaval mee te kunnen doen maakten de huisvrouwen het voedsel voor die dagen al van tevoren klaar; het mocht dus niet al te moeilijk te maken zijn en moest ook na een aantal dagen nog smakelijk zijn.
De ingrediënten voor barreado zijn rundvlees, reuzel en verschillende kruiden. Het klaarmaken van het vlees is traditioneel een proces van zo'n 12 tot 24 uur, waarin het vlees zacht gekookt wordt en de kruiden in moeten werken op het vlees. Tegenwoordig kan dit proces versneld worden tot 2-3 uur met behulp van een snelkookpan, maar dit zorgt wel voor een afwijkende smaak.
Barreado wordt opgediend met witte rijst, banaan en bijzonder fijn cassavemeel. Het vlees moet vervolgens op het bord goed gemengd en geprakt worden met cassavemeel en een beetje heet water. Om te verifiëren of men dit goed heeft gedaan moet men het bord op zijn kop houden: valt er niets uit, dan heeft men goed geprakt en de juiste mengverhouding gevonden. Vervolgens kunnen naar smaak schijfjes banaan of sinaasappel worden toegevoegd. De witte rijst kan van hetzelfde bord, of apart gegeten worden.
In het koloniale kuststadje Morretes is barreado indirect een van de belangrijkste bronnen van inkomsten. Morretes ligt op een toeristische weg die naar de stranden van Paraná leidt en is om haar rustieke riviertje en mooie ligging een geliefde tussenstop. Het gros van de restaurants heeft zich gespecialiseerd in alleen barreado.